# Płatowiec
Płatowiec — główna część statku powietrznego służąca do zabudowy jednostek napędowych, wyposażenia mechanicznego i elektronicznego, uzbrojenia, a także pomieszczenia załogi i transportu ładunków. Głównym zadaniem płatowca jest wytworzenie aerodynamicznej siły nośnej. Płatowiec samolotu składa się z skrzydeł, kadłuba (niekiedy w postaci dwóch niezależnych kadłubów lub belek kadłubowych), gondoli dla zespołów napędowych, podwozia, usterzenia i układów sterowania. Płatowce szybowców budowane są bardzo podobnie, ale nie posiadają gondoli silników (wyjątek stanowią motoszybowce). Zasadniczymi częściami płatowca są kadłub i skrzydła zawierające elementy wytrzymałościowe takie jak dźwigary i podłużnice wzmocnione pomocniczymi elementami usztywniającymi w postaci wręg, żeber, przegród i pokryć.
Głównym celem przy opracowywaniu płatowców jest zapewnienie maksymalnie lekkiej, a jednocześnie sztywnej i wytrzymałej konstrukcji o aerodynamicznym kształcie. Współcześnie konstruowane płatowce są coraz częściej budowane z wykorzystaniem materiałów kompozytowych, lekkich stopów metali, najczęściej duraluminium, czasem tytanu.

## Historia płatowców
Pierwszym udanym płatowcem był skonstruowany w 1903 przez braci Wright samolot Flyer I, który jako pierwszy w historii wykonał lot z napędem silnikowym. Konstruowane wcześniej przez Otto Lilienthala i Czesława Tańskiego lotnie nie były płatowcami we współczesnym rozumieniu tego słowa, choćby ze względu na brak mechaniki skrzydeł i sterowanie realizowane poprzez zmianę położenia środka ciężkości aerodyny.
Podczas I wojny światowej budowano płatowce konstrukcji drewnianej wzmacnianej elementami metalowymi głównie w postaci stalowych linek i drutów usztywniających kratownicową konstrukcję kadłuba, a także wzmacniających konstrukcję skrzydeł. Głównym materiałem do pokryć ówczesnych płatowców było płótno i sklejka drewniana. Początkowo jednopłatowe samoloty zostały zastąpione przez dwupłaty, które mogły posiadać znacznie krótsze skrzydła przy tej samej powierzchni nośnej, co znacznie wpłynęło na zwiększenie ich zwrotności, bardzo ważnej podczas walk powietrznych. W kadłubach lub na skrzydłach maszyn montowano przeważnie tłokowe silniki rotacyjne, zastąpione w późniejszym okresie silnikami gwiazdowymi i rzędowymi.
W okresie międzywojennym konstrukcje płatowców stawały się bardziej aerodynamiczne, a jako materiał do ich budowy coraz częściej wykorzystywano metal. Jednym z pierwszych płatowców zbudowanych całkowicie z metalu był samolot transportowy Douglas DC-3.
Podczas II wojny światowej budowano płatowce głównie z metalu, czasem pokrywając je sklejką rzadziej płótnem. Do ciekawszych konstrukcji płatowców z tamtego okresu należą zbudowany w większości z drewna brytyjski De Havilland Mosquito i amerykański dwukadłubowy myśliwiec dalekiego zasięgu Lockheed P-38 Lightning.
Po zakończeniu wojny i rozpoczęciu ery odrzutowców stało się konieczne budowanie bardziej wytrzymałych płatowców zdolnych znieść ekstremalne warunki prędkości najpierw zbliżonych a później znacznie wyższych od prędkości dźwięku. Powszechne stało się stosowanie reguły pól dla zmniejszenia oporów opływu powietrza przy bardzo dużych prędkościach. Powstały również konstrukcje maszyn o zmiennej geometrii skrzydeł pozwalające pogodzić własności maszyn od dużej rozpiętości charakteryzujących się mniejszymi prędkościami startu i lądowania, i niskie opory powietrza umożliwiające uzyskanie większych prędkości charakterystycznych dla samolotów o skośnych skrzydłach.
Obecnie budowane płatowce są konstruowane w dużej mierze z materiałów kompozytowych, a dzięki wspomaganiu sterowania przez nowoczesne systemy komputerowe ich aerodynamika nie musi być aż tak doskonała. Najbardziej charakterystycznym przykładem takiego płatowca jest Lockheed F-117 Nighthawk, w którym główny nacisk położono na zmniejszenie odbicia promieniowania radarowego kosztem aerodynamicznego kształtu. Także płatowce nowoczesnych samolotów myśliwskich budowane są w taki sposób, aby były niestabilne w locie. Oznacza to, że w przypadku awarii systemów elektronicznych samolot taki nie jest w stanie nawet szybować tracąc stabilność lotu. Taki sposób konstrukcji płatowców jest podyktowany zamiarem zwiększenia zwrotności maszyn myśliwskich, którymi jest łatwiej sterować podczas gwałtownych manewrów, jeśli nie posiadają naturalnej stabilności aerodynamicznej.